# إدغوود (نيومكسيكو)
إدغوود (بالإنجليزية: Edgewood, New Mexico) هي بلدة أمريكية تقع في الولايات المتحدة في مقاطعة سانتا فيه، نيومكسيكو. يقدر عدد سكانها بـ 3,735 نسمة ومساحتها 126.17 كم2 وترتفع عن سطح البحر 2,042.18 متر.

## التركيبة السكانية
حدّد مكتب تعداد الولايات المتحدة بيانات التركيبة السكانية لإدغوود في تعداد الولايات المتحدة. في ما يلي، التركيبة السكانية حسب تعدادي 2000 و2010.

### تعداد عام 2000
بلغ عدد سكان إدغوود 1,893 نسمة بحسب تعداد عام 2000، وبلغ عدد الأسر 676 أسرة وعدد العائلات 530 عائلة مقيمة في البلدة. في حين سجلت الكثافة السكانية 12.9 نسمة لكل كيلومتر مربع (33.4/ميل2). وبلغ عدد الوحدات السكنية 755 وحدة بمتوسط كثافة قدره 5.1 لكل كيلومتر مربع (13.2/ميل2).
وتوزع التركيب العرقي للبلدة بنسبة 86.53% من البيض و0.32% من الأمريكيين الأفارقة و2.17% من الأمريكيين الأصليين و0.21% من الأمريكيين ذوي الأصول الآسيوية و0.16% من سكان جزر المحيط الهادئ و8.24% من الأعراق الأخرى و2.38% من عرقين مختلطين أو أكثر و20.34% من الهسبانيون أو اللاتينيون من أي عرق.
بلغ عدد الأسر 676 أسرة كانت نسبة 46.7% منها لديها أطفال تحت سن الثامنة عشر تعيش معهم، وبلغت نسبة الأزواج القاطنين مع بعضهم البعض 63.9% من أصل المجموع الكلي للأسر، ونسبة 10.1% من الأسر كان لديها معيلات من الإناث دون وجود شريك، بينما كانت نسبة 4.4% من الأسر لديها معيلون من الذكور دون وجود شريكة وكانت نسبة 21.6% من غير العائلات. تألفت نسبة 18% من أصل جميع الأسر من عدة أفراد يعيشون في نفس المنزل ونسبة 4.4% كانت تتألف من شخص يعيش بمفرده يبلغ من العمر 65 عاماً أو أكثر. وبلغ متوسط حجم الأسرة المعيشية 2.80، أما متوسط حجم العائلات فبلغ 3.18.
بلغ العمر الوسطي للسكان 35.5 عاماً. وكانت نسبة 32.9% من القاطنين تحت سن الثامنة عشر، وكانت نسبة 5.3% بين الثامنة عشر والرابعة والعشرين عاماً، ونسبة 31% كانت واقعةً في الفئة العمرية ما بين الخامسة والعشرين والرابعة والأربعين عاماً، ونسبة 24.4% كانت ما بين الخامسة والأربعين والرابعة والستين، ونسبة 6.4% كانت ضمن فئة الخامسة والستين عاماً فما فوق. يوجد لكل 100 أنثى 98.4 ذكر، ويوجد لكل 100 أنثى في الثامنة عشر من عمرها فما فوق 94.3 ذكر.
بلغ متوسط دخل الأسرة في البلدة 36,544 دولارًا، أما متوسط دخل العائلة فبلغ 37,316 دولارًا. وكان متوسط دخل الذكور 26,000 دولارًا مقابل 22,885 دولارًا للإناث. وسجل دخل الفرد الخاص بالبلدة 15,132 دولارًا. وكانت نسبة 10.2% من العائلات ونسبة 14% من السكان تحت خط الفقر، وكان من هؤلاء نسبة 19.1% تحت سن الثامنة عشر ونسبة 7.5% في الخامسة والستين من العمر وما فوق.

### تعداد عام 2010
بلغ عدد سكان إدغوود 3,735 نسمة بحسب تعداد عام 2010، وبلغ عدد الأسر 1,431 أسرة وعدد العائلات 1,037 عائلة مقيمة في البلدة. في حين سجلت الكثافة السكانية 25.4 نسمة لكل كيلومتر مربع (65.8/ميل2). وبلغ عدد الوحدات السكنية 1,563 وحدة بمتوسط كثافة قدره 10.6 لكل كيلومتر مربع (27.5/ميل2).
وتوزع التركيب العرقي للبلدة بنسبة 85.62% من البيض و1.02% من الأمريكيين الأفارقة و3.03% من الأمريكيين الأصليين و0.86% من الأمريكيين ذوي الأصول الآسيوية و0.13% من سكان جزر المحيط الهادئ و6.08% من الأعراق الأخرى و3.27% من عرقين مختلطين أو أكثر و23.69% من الهسبانيون أو اللاتينيون من أي عرق.
بلغ عدد الأسر 1,431 أسرة كانت نسبة 32.8% منها لديها أطفال تحت سن الثامنة عشر تعيش معهم، وبلغت نسبة الأزواج القاطنين مع بعضهم البعض 59.3% من أصل المجموع الكلي للأسر، ونسبة 8.5% من الأسر كان لديها معيلات من الإناث دون وجود شريك، بينما كانت نسبة 4.6% من الأسر لديها معيلون من الذكور دون وجود شريكة وكانت نسبة 27.5% من غير العائلات. تألفت نسبة 22.4% من أصل جميع الأسر من عدة أفراد يعيشون في نفس المنزل ونسبة 5.5% كانت تتألف من شخص يعيش بمفرده يبلغ من العمر 65 عاماً أو أكثر. وبلغ متوسط حجم الأسرة المعيشية 2.61، أما متوسط حجم العائلات فبلغ 3.09.
بلغ العمر الوسطي للسكان 42.4 عاماً. وكانت نسبة 25% من القاطنين تحت سن الثامنة عشر، وكانت نسبة 6.3% بين الثامنة عشر والرابعة والعشرين عاماً، ونسبة 22.8% كانت واقعةً في الفئة العمرية ما بين الخامسة والعشرين والرابعة والأربعين عاماً، ونسبة 35.3% كانت ما بين الخامسة والأربعين والرابعة والستين، ونسبة 10.7% كانت ضمن فئة الخامسة والستين عاماً فما فوق. وتوزع التركيب الجنسي للسكان بنسبة 50.1% ذكور و49.9% إناث.